# Gradaterebra planecosta
Gradaterebra planecosta é uma espécie de gastrópode do gênero Gradaterebra, pertencente a família Terebridae.